# Alfred Hoffmann (Maler)
Alfred Hoffmann (* 8. Oktober 1898 in Barmen, jetzt  Wuppertal; † 3. Februar 1987) war ein deutscher Maler. Er war bekannt für seine außergewöhnliche stilistische Vielfalt, die von expressiven Landschaftsdarstellungen bis hin zu abstrakten Kompositionen reichte.

## Leben und Werk

### Frühe Jahre
Alfred Hoffmann wuchs in Barmen auf und zeigte schon früh eine Begeisterung für die Malerei. Er besuchte die Barmer Realschule, die er 1915 abschloss. Aufgrund der wirtschaftlichen Lage seiner Familie begann er eine kaufmännische Lehre bei der Deutschen Bank in Barmen. Während des Ersten Weltkriegs diente er als Soldat im Elsass. Nach seiner Rückkehr beendete er seine Ausbildung und begann, sich intensiv der Malerei zu widmen.

### Künstlerischer Werdegang
Hoffmann war Autodidakt, absolvierte jedoch vier Semester Kunstgeschichte und Philosophie an der Universität Köln. Ab 1920 nahm er an Ausstellungen teil und konnte bereits in dieser Zeit erste Werke verkaufen. 1924 hatte er seine erste Einzelausstellung im Barmer Kunstverein.
1925 erhielt er von der Stadt Barmen ein Atelier in der Schule Meyerstraße, dass er bis zu seinem Tod nutzte. 1929 reiste er mit anderen Künstlern nach Frankreich, insbesondere in die Bretagne, wo er neue Impulse für sein Schaffen erhielt. 1930 wurde er Mitglied der „Bergischen Kunstgenossenschaft“, und 1933 trat er der „Rheinischen Sezession“ in Düsseldorf bei.

### Zeit des Nationalsozialismus
Ab 1935 gestaltete sich Hoffmanns wirtschaftliche Situation schwieriger. Er begann anatomische Zeichnungen für wissenschaftliche Institute anzufertigen. Gleichzeitig gab er die Ölmalerei auf und widmete sich ausschließlich der Aquarellmalerei. 1937 unternahm er eine Mittelmeerreise, die ihn künstlerisch inspirierte. Während der NS-Zeit wurden einige seiner Werke von den Nationalsozialisten als „entartet“ eingestuft und beschlagnahmt.

### Nachkriegszeit und späte Werke
Nach dem Zweiten Weltkrieg stellte Hoffmann seine Werke wieder öffentlich aus. Ab 1946 wurden seine Arbeiten in Einzelausstellungen in Köln gezeigt. In den 1960er Jahren wandte er sich zunehmend der Abstraktion zu. 1966 erhielt er die Dr.-Richart-Reiche-Plakette der „Bergischen Kunstgenossenschaft“.
In den späten 1960er Jahren entstanden großformatige abstrakte Werke, die 1968 im Von der Heydt-Museum ausgestellt wurden. 1974 heiratete er seine langjährige Lebensgefährtin Elsi Kamm. Nach ihrem Tod zog er sich weiter zurück. Eine Augenkrankheit führte fast zur Erblindung, bis er sich 1982 einer erfolgreichen Operation unterzog.
Am 3. Februar 1987 verstarb Alfred Hoffmann an Herzversagen. Seinem Wunsch entsprechend wurde seine Asche ins Meer gestreut.

## Nachlass
Hoffmann vermachte seinen gesamten künstlerischen Nachlass – etwa 600 Gemälde und tausende Zeichnungen – dem Von der Heydt-Museum. 1988 wurden dort drei große Ausstellungen seines Werks organisiert. Aus den Erlösen verkaufter Werke wurde die „Alfred-Hoffmann-Stiftung“ gegründet, die der Förderung historischer und künstlerischer Forschung dient.

## Stil und Einfluss
Hoffmanns Werke zeichnen sich durch eine große stilistische Bandbreite aus. Anfangs war er vom Expressionismus geprägt, insbesondere von Künstlern wie Emil Nolde und August Macke. Später experimentierte er mit abstrakten Formen, gestischer Malerei und geometrischen Kompositionen. Sein Werk war stets durch eine expressive Farbigkeit gekennzeichnet.
Er selbst betonte die Bedeutung der künstlerischen Erneuerung und lehnte eine rein naturalistische Darstellung ab. Sein Werk zeigt eine kontinuierliche Entwicklung von expressiven Landschaften hin zu abstrakten Farbkompositionen.